# Западные Альпы
Западные Альпы — часть системы хребтов и горных массивов Альп западнее условной линии, соединяющей озеро Боденское и озеро Комо (в том числе проходящей по верхнему течению Рейна).
Западные Альпы простираются в форме выпуклой в северо-западном направлении дуги длиной около 500 км и шириной до 130 км и разделяются на Лигурийские, Приморские, Прованские, Котские Альпы, Альпы Дофине, Грайские, Бернские, Пеннинские, Лепонтинские и Гларнские Альпы. В Западных Альпах также выделяют ряд горных массивов, включая Веркор, Пельву и другие.
В Западных Альпах расположены самые высокие массивы Альп и всей Западной Европы, наивысшая точка — гора Монблан (4807 м.), среди вершин выше 4000 м. такие горы, как Монте-Роза, Маттерхорн, Юнгфрау.
Осевая зона Западных Альп состоит главным образом из кристаллических пород, периферийные хребты в основном сложены осадочными породами.
Данной горной системе присущ горно-ледниковый глубокорасчленённый рельеф. Здесь также четко выражена высотная поясность — от средиземноморских лесов и кустарников до ландшафтов гляциально-нивального пояса.